# Tytanit

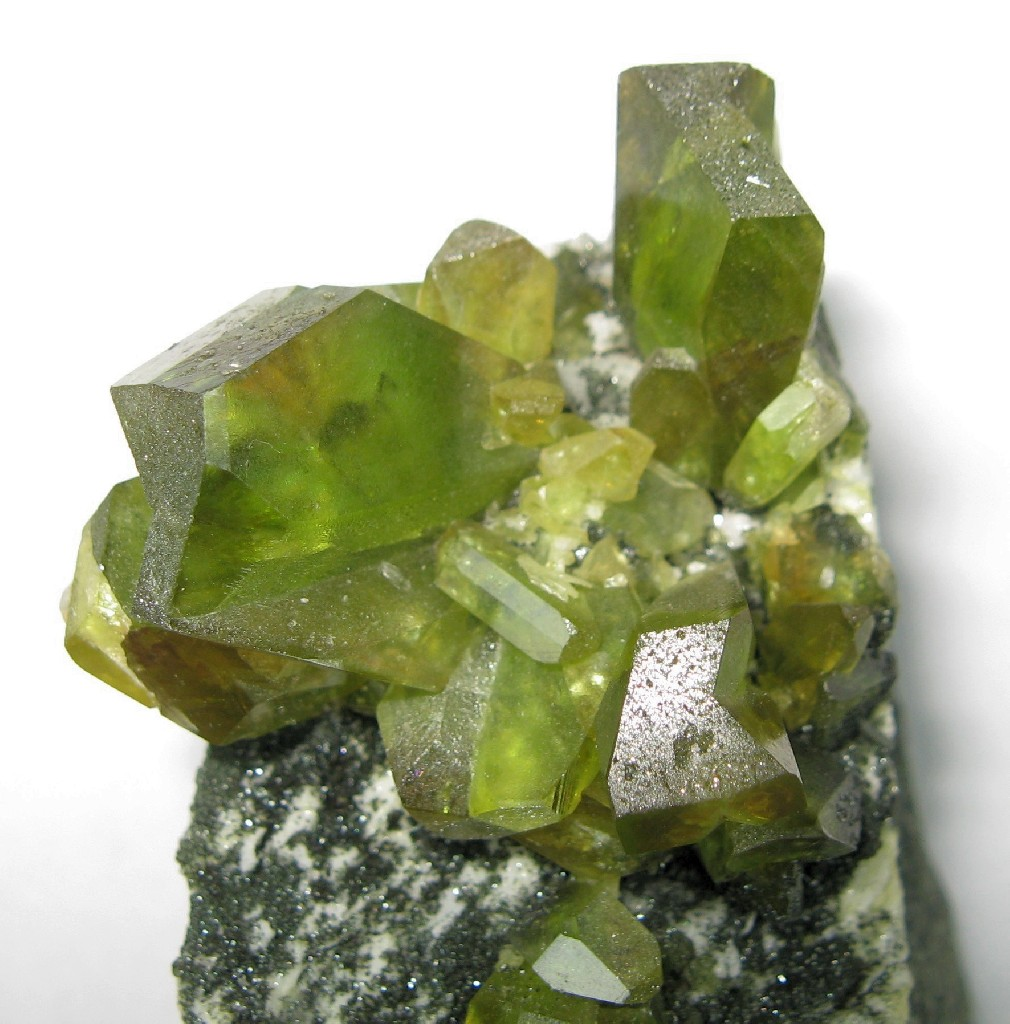
Zielone kryształy tytanitu (Pakistan)

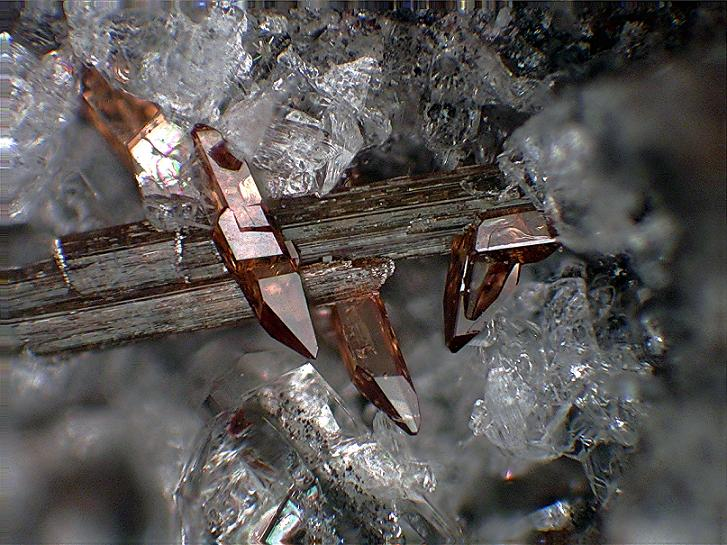
Kryształy tytanitu o rozmiarach 2 mm (Niemcy)

Tytanit (sfen, sphen) – minerał z grupy krzemianów wyspowych.
Nazwa pochodzi od składu chemicznego, którego głównym składnikiem jest tytan. Nazwa sfen – od gr. sphen = klin i nawiązuje do kształtu kryształów minerału.
Minerał pospolity, rozpowszechniony w większości skał krystalicznych. Ładnie wykształcone kryształy należą do rzadkości.

## Charakterystyka

### Właściwości
Tworzy spłaszczone: tabliczkowe, słupkowe, kopertowe, igiełkowe, klinowate, rombowe, często zbliźniaczone kryształy, bliźniaki zrosłe i przerosłe w formie krzyża. Występuje w formie skupień ziarnistych, zbitych (skrytokrystalicznych), listewkowych lub promienistych. Minerał kruchy i przezroczysty, przeświecający. Często zawiera domieszki żelaza, glinu, itru, wanadu, niobu, ceru. Rozpuszczalny w kwasie siarkowym. 
Charakteryzuje się dużym współczynnikiem załamania światła, wyjątkowo dużą dyspersją co sprawia, że po oszlifowaniu wykazuje wyjątkowy ogień. W obrazie mikroskopowym odznacza się wysokim reliefem oraz silnym pleochroizmem. Współwystępuje z takimi minerałami jak: kwarc, skaleń, amfibol, łyszczyki, anataz, rutyl, brookit, kalcyt, hornblenda, ilmenit, nefelin czy klinochlor.  

### Występowanie
W skałach magmowych (kwaśnych, objętnych i zasadowych) : granitach, granodiorytach, pegmatytach, diorytach, sjenitach, diabazach, oraz w metamorficznych: amfibolitach, gnejsach, granitognejsach, skarnach, marmurach; w żyłach typu alpejskiego. Stanowi składnik żył hydrotermalnych. Składnik skał okruchowych i osadowych.
Miejsca występowania:
- na świecie: Brazylia – Campo do Boa, Minas Gerais, Meksyk – El Alamo, Kanada, USA, Rosja – Ural, Płw. Kola, Birma, Indie, Nowa Zelandia, Algieria,

- w Europie: Austria – Salzburg, Tyrol, Niemcy – ok. Drezna, Szwajcaria – St. Gotthard, Czechy, Norwegia, Szwecja – Kiruna, Włochy – Aosta,

- w Polsce: na Dolnym Śląsku (w okolicach Dzierżoniowa, Kowar, Cieplic), w Karkonoszach, Górach Sowich, Górach Opawskich, na  Śląsku Cieszyńskim i Śląsku Opolskim oraz w Tatrach[5] – najczęściej w postaci niewielkich kryształów w skałach magmowych i metamorficznych.

### Zastosowanie
Ważna ruda tytanu (zawiera ok. 24,5% Ti) – tytan wykorzystywany jest do produkcji stopów żelaza, w przemyśle ceramicznym, chemicznym, do produkcji bieli tytanowej, włókien syntetycznych. Ma znaczenie naukowe i kolekcjonerskie. Niektóre odmiany są stosowane jako kamień jubilerski. Najpiękniejsze kryształy pochodzą z: Norwegii – żółtozielone, Austrii – żółte i zielone, Szwajcarii – bezbarwne i ciemnobrązowe, Włoch – żółte i czerwone, Rosji – brązowe.